# Eurocard
Eurocard var mellan 1964 och 1985 ett kontokort med ett eget kortnätverk. Kortet grundlades i Sverige av Skandinaviska Banken som en utmanare till American Express. Under 1960- och 1970-talet dök kortet upp i flera länder och för att hantera processingen av kortet skapades Eurocard International.  1992 slogs man samman med Eurocheque International och bildade Europay. 
2002 Slogs Europay och MasterCard ihop.
Idag ägs Eurocard av SEB, och är ett fullvärdigt MasterCard, som endast marknadsförs inom Norden och Baltikum som Eurocard. Gamla Europay-länder, t.ex. Tyskland, går idag under namnet MasterCard.[källa behövs]